# カンフーパンダ (2011年のパチンコ機)
カンフーパンダは、2011年2月にビスティから発売された、同名のアメリカ映画作品とのタイアップ機として登場したパチンコ機のシリーズ名。
CRカンフーパンダの1機種がある。

## 概要
液晶型のデジパチ。本機は規定回数のみ高確率となるST機で、確変突入時のループ率が非常に高くなっている。「Wランクアップシステム」と銘打たれたゲーム性を搭載しており、大当たりラウンド中のバトルの結果に応じて、その後移行するモードが変わる仕様となっている。
大当たりラウンドが継続するほど、ループ率が高いモードに移行するので、出玉と連チャン期待度がダブルでランクアップするシステムとなっている。

## スペック
- CRカンフーパンダ[1][2]
  - 賞球数 3&3&10&13
  - 大当たり最高継続 14R（8カウント）
  - 大当たり確率 1/327.7
  - 確変中大当たり確率　1/42.0
  - 確変突入率　83%
  - ST回数　99回転まで
  - ラウンド振り分け　ヘソ入賞時

6R通常：9%
10R通常：8%
2R潜伏：27%
2R突確：3%
6R確変：5%
10R確変：27%
14R確変：21%
- - ラウンド振り分け　電チュー入賞時

6R通常：8%
10R通常：9%
2R突確：6%
6R確変：2%
10R確変：9%
14R確変：66%

## 図柄
- 1 - シーフー老師
- 2 - マスター･マンティス
- 3 - ミュウミュウ
- 4 - マスター･モンキー
- 5 - マスター･タイガレス
- 6 - マスター･クレイン
- 7 - ポー
- 8 - マスター･バイパー

## 演出
予告アクション
本機には多彩な予告アクションが搭載されているが、疑似連続予告は当時の業界最多ともいえる全25通りのパターンが存在した。
- シャッター予告

変動開始時に発生し、扉の色で信頼度が変化する。赤が出現すればチャンスアップとなる。
- 巻物予告

巻物で予告や発展先を告知。文字だけでなく、色や柄でもチャンスアップパターンや激熱パターンが存在する。
- キャッチコピー予告

ボタンプッシュから突然画面上にキャッチコピーが出現する予告。基本は白文字だが、反転バージョンや赤文字なら信頼度がアップする。
- 図柄アクション予告

図柄のキャラが動き回ればチャンスアップとなる。特定の動きだとさらに期待度がアップする。
- 巻物引っ張り予告

Vコントローラーで巻物を引っ張り、表示された演出に発展。ダッシュゾーンに移行することもある。
- バトルチャンス目予告

図柄停止後に変則的な変動が始まればチャンスとなる。マスター5の図柄が集結すれば激熱リーチに発展する。
- 背景予告

リーチ後に発生する激熱予告。オープニングアニメーションと共に、数パターン存在するポーの名言が表示される。
- 図柄滑り連続予告

図柄滑りから発展する擬似連続予告。続けば続くほど信頼度がアップする。
- シルエット連続予告

キャラシルエットが名台詞と共に連続する擬似連続予告。続けば続くほど信頼度がアップする。
- 超連続予告

図柄変動がどんどん加速する擬似連続予告。背景の色で期待度が変化する。
- 演舞連続予告

マスター5の演舞予告。全員集合すれば激熱となる。
- 回想連続予告

各キャラクターの生い立ちが明らかになる擬似連続予告。タイガレス、クレイン、マンティスなどのキャラクターの生い立ちがストーリー仕立てで流れる。連続するほど期待度がアップする。
- 群予告

リーチ後に全キャラが通過する激熱予告。

役物アクション
液晶と連動して、各役物が多彩な動きを見せる。役物が作動するほど演出期待度はアップする。
- 龍役物

盤面上部の龍役物が落下すれば激熱となる。多彩なタイミングで発生する。
- 熊猫剣役物

主にリーチ発展時に発生する。中央の色にチャンスアップパターンが存在する。
- 回転体役物

画面下の回転体役物が動けばチャンスとなる。光る色でも期待度を示唆する。
- 獣拳ランプ

液晶に出現した文字に対応したランプが点灯。「龍」が光れば熱い。

リーチアクション
- 修行系リーチ

修行系リーチは3種類存在し、単体では大当たり期待度は低い、弱リーチとなる。
- - 腕立て修行

目標回数やボタンの大きさによって信頼度が変化する。
- - 御椀当て修行

V-コントローラーの大きさやタイトル文字の色で信頼度が変化する。
- - 起き上がり小法師修行リーチ

タイトルの色やゲージ量で信頼度が変化する。
- ミュウミュウリーチ

修行系リーチよりは信頼度の高いリーチアクション。肉まんの数や大きさで信頼度が変化し、ハズレ後にストーリー系リーチに発展する可能性がある。
- マスター5系リーチ

マスター5系リーチは導入時のタイトルとカットインの色で信頼度が変化し、赤タイトルや赤カットイン発生でチャンスとなる。対戦キャラは固定となっており、宿敵に勝利すれば大当たりとなる。
- - タイガレスvsバッファロー

悪に染まった幼馴染バッファローの目を覚ますことができれば大当たりとなる。
- - モンキーvsリンクス

悪友であったリンクスの誤解を解くためにモンキーが立ち上がる。
- - クレインvsボアー

クレインを逆恨みするボアーが三人掛かりで襲い掛かる。
- - バイパーvsコング

父の敵であるバイパーを恨み町で暴れまわるコングとの一騎打ち。
- - マンティスvsアリゲーター

マンティスを付け狙うアリゲーターに立ち向かう。
- ストーリー系リーチ

ストーリー系リーチは信頼度の高い演出となっている。ポーの決意リーチ以外はカットインの色が重要で、赤カットインならさらにチャンスアップとなる。
- - マスター5vsタイ･ランリーチ

平和の谷へ侵入するタイ･ランをマスター5が阻止することができれば大当たりとなる。
- - シーフーvsタイ･ランリーチ

シーフーとタイ･ランによる宿命の師弟対決。タイ･ランの暴挙を止めることができれば大当たりとなる。
- - ポーvsタイ･ランリーチ

龍の巻物を巡って、ポーがタイ･ランに立ち向かう。龍の巻物を守り切れれば大当たりとなる。
- - ポーの決意リーチ

シーフーの教えに対し、ポーが龍の戦士として決意できれば大当たりとなる。
- スペシャルリーチ

- - ウーグウェイの教えリーチ

ウーグウェイ導師がシーフーに道を示す名シーンが流れる大当たり確定のプレミアムリーチ。
- - オープニングリーチ

原作のオープニングシーンが展開される大当たり確定のプレミアムリーチ。

BATTLE BONUS
大当たりラウンド中はバトル演出が行なわれる。宿敵と対決し、バトルが継続するごとにランクがアップしていく。6ラウンド→10ラウンド→14ラウンドとバトルが継続するほど、大当たり終了後のスペシャルタイムの高ループが期待できる仕様となっている。
第1バトル&第2バトルのいずれかで勝利した場合は、その時点で14ラウンドと最もループ率の高い「ドラゴンラッシュ」が確定する。
- 第1バトル（～6R）

まずは空中バトルで勝負がスタートする。宿敵を倒し勝利するパターンと、決着がつかず「続行」となり継続するパターンと、攻撃を受けるピンチパターンがある。ここで敗北すると6ラウンド大当たりとなり、大当たり後に突入するスペシャルタイムは、最もループ率の低い「修練モード」に突入する。
攻撃を喰らっても耐え切るパターンと、仲間がピンチに駆けつけるパターンは、逆転でバトルに勝利し14ラウンドが確定する。
- 第2バトル（～10R）

第2バトルでは、どちらが攻撃するかで期待度が変化する。味方が攻撃して勝利すればランクアップとなる。仲間の援護があった場合はチャンスアップとなる。
敗北した場合は大当りはここで終了となり、連チャン期待度約60%の「激走モード」へ突入する。
- 最終バトル（～14R）

第2バトルで継続となった場合は最終バトルへと発展し、見事宿敵に勝利する演出が始まる。第1バトルか第2バトルで勝利した場合は、最終バトル後に流れる映像が始まり、いずれのパターンでも連チャン期待度約92%のドラゴンラッシュに突入する。

ST中の大当たりはキャラ選択演出が発生。モンキー→タイガレス→ポーの順に勝利期待度がアップする仕様となっている。

スペシャルタイム
確変大当たり後と突然確変後に突入する99回転の高確率ゾーン。通常時に潜伏確変に当選したら専用モードの「ダッシュゾーン」に移行する。このダッシュゾーンは小当たり当選時にも移行し、演出で確変期待度を示唆する。

大当たり後は獲得したラウンド数に応じて、突入するモードが異なる。

14ラウンド大当たり後に突入するのが「ドラゴンラッシュモード」で、確変状態が確定する。

10ラウンド大当たり後に突入するのが「激走モード」で、確変期待度は中程度である。ヘソ入賞からの10ラウンド大当たりの場合は確変期待度は高いが、電チュー入賞からの10ラウンド大当たりの場合は確変期待度は50%程度となる。

6ラウンド大当たり後に突入するのが「修練モード」で、確変期待度は最も低い。

大当たり後に突入するドラゴンラッシュモード･激走モード･修練モードのいずれかに滞在している時は、宿敵に出会うことができれば大当たりとなり、BATTLE BONUSが開始される。

ダッシュゾーン
潜伏確変か小当たりを契機に突入する。潜伏確変に当選して内部的に確変状態の場合でも、電サポはない。潜伏確変中の99回転以内に大当たりを引けなかった場合は確変は終了してしまう。

潜伏確変中に再び突然確変に当選した場合は、電サポ付きのドラゴンラッシュに突入する。

ダッシュゾーン滞在中は、背景の色が重要で、青→黄→緑→赤→虹の順に確変期待度がアップする。ポーとタイ･ランの2パターン存在する。